# 極月-KIWAMARI ZUKI-
『極月-KIWAMARI ZUKI-』（キワマリズキ）は、日本のジャズバンドPE'Zの通算2枚目のスタジオ・アルバムである。2003年12月10日発売。発売元は東芝EMI / Virgin Music。CCCD

## 概要
通常盤と初回生産限定盤の2種リリース。初回生産限定盤には8cmCD付。
2003年に発売された盤にはPE'Zによる「大地讃頌」が収録されていたが、作曲者の佐藤眞がシングル「大地讃頌」ともども販売の中止を求め、発売直後に東京地方裁判所へ仮処分申請を行った。その影響により、本作は出荷および販売停止の状態となった（詳細は「大地讃頌事件」を参照）。その後、2004年8月4日に「大地讃頌」を「A Night in Tunisia 〜チュニジアの夜〜」に差し替えて、本アルバムは再発売された。

## 収録曲
1. 花咲クDON BLA GO! (Album Ver.) [4:42]
ミニアルバム『花咲クDON BLA GO!』より
2. タンゴ3兄妹 [3:37]
3. WONDERFUL DAYS[5:43]
フジテレビ系『めざましどようび』オープニングテーマ
4. She's a rainbow [4:30]
5. SUNNY & CLOUDY [8:45]
6. アンダルシア -Andalucia- [2:57]
2ndシングル「DRY! DRY! DRY!」より
7. T.K.O 〜それちょっと早くない?〜 [4:43]
東レ株式会社 TOREX『エントラント/フィールドセンサー』CM曲
8. かもめが翔んだ日 [3:55]
ミニアルバム『花咲クDON BLA GO!』より
9. C止まり〜SADだけどね〜 [4:47]
10. DRY! DRY? DRY! (Album Ver.) [3:33]
2ndシングル
11. BIG EAR 〜手痛い洗礼そしてVへ〜 [4:20]
フジテレビ系『FOOT BALL CX』使用曲
12. A Night in Tunisia 〜チュニジアの夜〜 [3:20]
再発盤のみ収録。
2003年12月10日に発売された際には「大地讃頌」がこの位置に収録されていた。

## 収録アルバム
タンゴ3兄妹
- ベスト『PE'Z BEST 1ST STAGE「藍」』（2006年3月15日）
※SPACY Ver.

WONDERFUL DAYS
- ベスト『PE'Z BEST 1ST STAGE「藍」』

T.K.O 〜それちょっと早くない?
- ベスト『PE'Z BEST 1ST STAGE「藍」』

C止まり〜SADだけどね〜
- ベスト『PE'Z BEST 1ST STAGE「藍」』